# Hexarthra polyodonta
Hexarthra polyodonta is een raderdiertjessoort uit de familie Hexarthridae. De wetenschappelijke naam van deze soort is voor het eerst geldig gepubliceerd in 1957 door Hauer.